# Susan Wojcicki
Susan Diane Wojcicki, född 5 juli 1968 i Santa Clara County, Kalifornien, död 9 augusti 2024, var en amerikansk ekonom som var verkställande direktör för videogemenskapen Youtube 2014–2023.

## Biografi
Wojcicki var dotter till Ester Wojcicki, lärare av ryskjudisk härkomst, och Stanley Wojcicki, polskamerikansk professor i fysik vid Stanford University. Hon växte upp på Stanford campus, med George Dantzig som granne och gjorde sin skolgång på Gunn High School i Palo Alto, Kalifornien.
Wojcicki studerade sedan historia och litteratur vid Harvard University och tog där examen med högsta betyg år 1990. Hon hade ursprungligen planerat att ta en doktorsexamen i nationalekonomi och sedan göra karriär inom den akademiska världen, men ändrade sina planer när hon blev bekant med IT-området.
Hon tog därför istället en Master of Science-examen i ekonomi vid University of California, Santa Cruz år 1993 och en magisterexamen i företagsekonomi vid UCLA Anderson School of Management år 1998.

## Karriär
I september 1998, samma månad som Google bildades, inrättade dess grundare Larry Page och Sergey Brin sitt kontor i Wojcickis garage i Menlo Park. Innan hon blev Googles första marknadschef 1999 arbetade Wojcicki med marknadsföring på Intel i Santa Clara i Kalifornien och var managementkonsult på Bain & Company och RB Webber & Company. Inom Google arbetade hon med de initiala marknadsföringsprogrammen samt de första uppläggen av Google doodles. Hon medverkade också i utvecklingen av framgångsrika delar i Google som Google Bilder och Google Böcker.
Wojcicki avancerade inom Google till att bli vice vd med ansvar för reklam och handel och hade ledningsansvar för företagets reklam och analytiska produkter, såsom AdWords, AdSense, DoubleClick och Google Analytics. Hon utvecklade AdSense till att bli Googles näst största intäktskälla. Hon hade också ansvaret för Google Videos, och föreslog i denna roll Googles styrelse att köpa bolaget Youtube, som då var ett litet uppstartsföretag som konkurrerade med Google. I februari 2014 blev hon, efter att Google tagit över bolaget, vd för Youtube.  Hon avgick som vd för YouTube i februari 2023, efter 9 år som vd. Hon sade då att hon "kommer inleda ett nytt kapitel med fokus på familj, hälsa och personliga projekt som hon känner passion för”. 

## Uppmärksamhet
Wojcicki, kallad "den viktigaste personen inom reklamen", nämndes i Time Magazines lista över de 100 mest inflytelserika personerna 2015, och beskrivs i ett senare nummer av Time Magazine som "den mäktigaste kvinnan på internet".
Wojcicki utsågs till nummer ett på Adweeks 50-lista under 2013 och som nummer 27 på Vanity Fairs nyetableringslista 2015.

## Privatliv
Wojcicki gifte sig med Dennis Troper år 1998 i Belmont, Kalifornien. Paret hade fem barn. Hennes 19-årige son dog 13 februari 2024 till följd av en drogöverdos.
Wojcicki avled den 9 augusti 2024 i sviterna av icke-småcellig lungcancer.